# KCNなんたん
株式会社KCNなんたん（かぶしきがいしゃケイシーエヌなんたん）は、京都府南丹市をサービスエリアとする、近鉄ケーブルネットワークグループのケーブルテレビ局である。

## 概要
南丹市におけるケーブルテレビ・インターネットなどの地域情報通信ネットワーク事業については、これまで南丹市が出資した公益財団法人・南丹市情報センターによって行っていたが、2023年度からこの業務を民間の企業・団体に移譲（指定管理者制度の導入）することになり、その優先契約事業者として、奈良県の近鉄ケーブルネットワーク株式会社と交渉を行い、2022年12月の南丹市議会で、近鉄ケーブルネットワークへの事業譲渡が承認され、2023年4月1日より子会社の株式会社KCNなんたん（2022年1月設立）による完全民営化が行われた。
これにより、従来のケーブルテレビ局からリース貸与により支給されるセットトップボックスに代えて、スカパーJSATとの提携により、市販の110度BS・CS受信装置（テレビ・ブルーレイレコーダー）でそのまま受信できるパススルー方式を採用した。

## 再放送のチャンネル
地上波・BSについては南丹市情報センター#主な放送チャンネル、CS放送はスカパー! (東経110度BS・CSデジタル放送)#チャンネル一覧をそれぞれ参照。

### 各コースごとの配信対象チャンネル
共通で利用できる地上波8・コミュニティーチャンネル1・BS19（地デジコースのみは除く）を含めたチャンネル数。
- なんたんプライムコース:84ch
- なんたんスタンダードコース:67ch
- 地デジ・BSコース:28ch
- 地デジコース:9ch

その他にFM再放送4チャンネル（別途ラジオ・コンポなどへのアンテナ設定必要）、オプションチャンネル18（別契約必要。ただしフジテレビONE/フジテレビTWO、東映チャンネルはプライムコースで標準視聴可能であり、プライムコースの配信チャンネル数にはそれを含めている）がある。